# Iosif Petschovschi
Iosif Petschovschi, noto anche con il suo nome in ungherese Jószef Perényi o come József Pecsovszky (Timișoara, 2 luglio 1921 – 6 ottobre 1968), è stato un calciatore rumeno, fino al 1943 ungherese, non aveva un ruolo preciso, giocava sia da attaccante che da difensore e venne schierato pure come portiere.

## Palmarès
- Campionato rumeno: 5

IT Arad: 1946-1947, 1947-1948, 1950
CCA Bucurest: 1952, 1953
- Campionato ungherese: 1

Nagyváradi: 1943-1944
- Coppa di Romania: 2

ITA Arad: 1947-1948
CCA Bucurest: 1952